# Ісакча
Ісакча, Ісакчя, Облучиця (рум. Isaccea, тур. İshakçı) — місто в Румунії, у Добруджі, у Тулчинському повіті. Розташоване на правому березі Дунаю за 35 км на північний захід від міста Тулча. Населення становить 5,6 тис. мешканців (2002). Порт на Дунаї.

## Історія

### Давні часи
Місто існувало в перед-історичні часи, 5000 рік до н. е. — залишки неолітичного поселення в півніно-західній частині міста.
На місцевості жили ґети й греки у заснованому ними колоніальному селищі.
В 514 році до н. е. цар Персії Дарій І мав тут битву зі скіфами.
З колонізацією краю кельтами в III століття до н. е. містечко отримало назву Новіодунум (Noviodunum), що означає з кельтської «Новий замок» («novio» — «новий»; «dunum» — «високий замок» і «острог»)

### Римські часи
Новіодунум став частиною Римської імперії в 46 році у провінції Мезія. Був обнесений муром і набув статус головного міста й військової бази в нижньому Наддунав'ї. Його руїни знаходяться за 2 км на схід від центра Ісакчі на пагорбі Ескі-Кале (тур. «Стара фортеця»). В Новіодунумі розміщувались штаби римських легіонів: Легіон 5 Македонський, Легіон 1 Іовія. За 3 км від фортеці було знайдено скарб з 1071 римської монети, який було сховано у часи правління Галлієнуса (267 рік) коли готи й герули воювали з Римською імперією. Вважається, що саме готи й герули зруйнували фортецю.
У IV столітті місто стало християнським центром. Тут було знайдено поховання 4 римських християнських мучеників: Зотиса, Аттала, Камазія, Філіпа біля Нікуліцеля (Niculiţel).
У 365 році тут сталася битва між римлянами (на чолі з імператором Флавіус Валенс) і готським племенем тервінги (конунг Атанарік (Athanaric)). Римське військо переправилося через Дунай човниковим мостом у Новіодунумі й зустріло готське військо у Бессарабії. Готи були переможені й просили миру, який підписали посередині Дунаю, у договорі готи обіцяли не ступати більше на землі Риму.

### Візантійські часи
З поділом Римської імперії на Західну й Східну, або Візантійську, місто стало важливою військово-морською базою на Дунаї.
Германський народ ругії, союзники гунів під керівництвом конунга Валіпса взяли Новіодунум приблизно у 434—441 роках й включили його до Гунської імперії. Проте місто було повернено візантійським імператором Юстиніаном І. Юстиніан І перебудував фортецю й зробив місто центром єпископства.

### Слов'янські часи
Слов'яни з'явилися тут у 500—520 роках засвідчені записом Йордана у 551 році у «Походженні й справах ґотів». Він називає Новіодунум найпівденнішим слов'янським містом. Тоді місто здобуло слов'янську назву Облучиця, що походить від слова «облутак», що означає круглий, відшліфований річковою водою камінь.
В 602 році Візантія втратила місто внаслідок воєн зі слов'янами й аварами. У місті взяли владу слов'яни. Місто належало до Болгарського царства й Київської Русі (за Святослава).
Облучиця — українська і болгарська назва порту.

### Ногайський улус Золотої Орди
У кінці 13 сторіччя біля Ісакчі перебувала ставка Ногайського улусу Золотої Орди.

### Османські часи
Фортеця великого стратегічного значення, місце, біля якого турки часто будували мости для переходу військ на лівий берег Дунаю. Так у 1484 році для захоплення Білгорода і Кілії, в 1621 і 1672 роках для походів на Україну тут було зведено мости для переправки османських військ.
Османська фортеця була базою для дій на Нижньому Дунаї і проти Бессарабії. У 1771 році генерал Вейсман, переправившись зі своїм загоном через Дунай, увірвався в Ісакчу і спалив тамтешні склади; того ж року, 24 жовтня, він знову підійшов до фортеці, гарнізон якої, бачивши наближення російських військ, кинув свою фортецю й втік. Після цього османи зруйнували Ісакчу, але потім знов перетворили на укріплений складовий пункт.
У війну 1789—1791 років під містом Ісакча відбулось зіткнення російської флотилії під начальством Рібаса з османською, що призвело до захоплення останньої. Захисники Ісакчі втекли, і фортецю знов зруйновано. Через деякий час османські війська зайняли Ісакчу, але в березні 1791 року були вигнані звідти загоном російського генерал—ллейтенанта князя Голіцина.
Під час війни 1828 року Ісакча, яку османи перетворили у фортецю, здалася без опору після переправи російської армії через Дунай. У Східну війну 1853—1856 років судам російської дунайської флотилії, що підіймалися до Галаца, довелося проходити повз Ісакчу і витримати її вогонь. 12 березня 1854 року, після переправи загону російського генерал—лейтенанта Олександра Ушакова до Тулчи, османи кинули Ісакчу, яку того ж дня зайняли українські козаки; але після відступу російського Ушакова на лівий берег Дунаю Ісакча знову перейшла під владу османів.
У війну 1877—1878 роках після переправи російського 14-го армійського корпусу до Галаца Ісакчу 14 червня зайняв загін генерал-майора Янова, без бою.

## Відомі особистості
В поселенні народився:
- Джордже Курке (* 1981) — румунський футболіст.